# میخایلوفکا (شهرستان بلاگووشچنسکی، باشقیرستان)
میخایلوفکا (انگلیسی: Mikhaylovka, Blagoveshchensky District, Republic of Bashkortostan) یک شهرک در شهرستان بلاگووشچنسکی باشقیرستان کشور روسیه است.